# معصوم‌آباد (خوسف)
معصوم‌آباد روستایی در دهستان خوسف بخش مرکزی شهرستان خوسف استان خراسان جنوبی ایران است. بر پایه سرشماری عمومی نفوس و مسکن در سال ۱۳۹۰ جمعیت این روستا ۷۷۳ نفر (در ۲۴۲ خانوار) بوده است.